# West Athens
West Athens és una concentració de població designada pel cens dels Estats Units a l'estat de Califòrnia. Segons el cens del 2000 tenia 9.101 habitants.

## Demografia
Segons el cens del 2000, West Athens tenia 9.101 habitants, 2.573 habitatges, i 2.102 famílies. La densitat de població era de 2.622,3 habitants/km².
Dels 2.573 habitatges en un 45,7% hi vivien nens de menys de 18 anys, en un 45,4% hi vivien parelles casades, en un 28,4% dones solteres, i en un 18,3% no eren unitats familiars. En el 14,2% dels habitatges hi vivien persones soles el 4,5% de les quals corresponia a persones de 65 anys o més que vivien soles. El nombre mitjà de persones vivint en cada habitatge era de 3,54 i el nombre mitjà de persones que vivien en cada família era de 3,83.
Per edats la població es repartia de la següent manera: un 35,1% tenia menys de 18 anys, un 10,3% entre 18 i 24, un 28,3% entre 25 i 44, un 19% de 45 a 60 i un 7,3% 65 anys o més.
L'edat mediana era de 28 anys. Per cada 100 dones de 18 o més anys hi havia 86,7 homes.
La renda mediana per habitatge era de 35.423 $ i la renda mediana per família de 39.028 $. Els homes tenien una renda mediana de 27.484 $ mentre que les dones 31.750 $. La renda per capita de la població era de 12.903 $. Entorn del 24% de les famílies i el 25,8% de la població estaven per davall del llindar de pobresa.

## Poblacions més properes
El següent diagrama mostra les poblacions més properes.